# Mauritz Eriksson
Axel Mauritz Eriksson, född 18 december 1888 i Maria Magdalena församling,Stockholm, död 14 februari 1947 i Enskede församling, Stockholm
, var en svensk sportskytt som deltog i tre olympiska sommarspel 1912-1924. Sin största framgång nådde han i Antwerpen 1920, där han blev silvermedaljör i armégevär 600 m. Han tog också sammanlagt fyra medaljer i olika lagtävlingar, däribland ett guld i frigevär helmatch i Stockholm 1912. Han tog även två individuella guldmedaljer vid världsmästerskapen i Camp Perry USA 1913, i 300m Army Rifle 3x20 Shots och 300m Army Rifle Standing.